# Arcathias
Arcathias (grec ancien : Ἀρκαθίας) était un prince pontique d'ascendance perse et gréco-macédonienne, et un personnage de la première guerre mithridatique. Arcathias était le fils de Mithridate VI du Pont et de sa sœur-épouse Laodicé.
En 89 av. J.-C., Arcathias rejoint Néoptolème et Archélaos, les généraux de son père, avec 10 000 chevaux, qu'il amena d'Arménie, au début de la guerre avec les Romains.
Arcathias a pris une part active à la grande bataille livrée près du fleuve Amneius ou Amnias en Paphlagonie (l'actuel fleuve Gök), dans laquelle Nicomède IV de Bithynie a été vaincu. Deux ans plus tard, en 87 av. J.-C., il envahit la Macédoine avec une armée séparée aux côtés d'un général nommé Taxilas. Là, ils anéantirent les légions de Sentius ou les chassèrent avec succès de Macédoine. En 86 av. J.-C., il avait complètement conquis la Macédoine. Il se mit alors en marche contre Sylla, mais mourut en chemin, à Tidaeum ou à Potidée, au mont Tisaion en Thessalie, d'après Appien. 
Le commandant de l'armée envoyée en Macédoine est appelé "Ariarathes" par Plutarque, mais on suppose généralement qu'il s'agit de la même personne.